# Khampheng Sayavutthi
Khampheng Sayavutthi, né le 19 juillet 1986 à Vientiane au Laos, est un footballeur international laotien qui évolue au poste d'attaquant au Ang Thong, en Division 1. 
Il compte 25 sélections pour 7 buts en équipe nationale depuis 2010.

## Biographie

### Équipe nationale
Khampheng Sayavutthi est convoqué pour la première fois par le sélectionneur national David Booth pour un match des éliminatoires du Championnat de l'ASEAN 2010 face au Cambodge le 22 octobre 2010. Lors de sa neuvième sélection, le 3 juillet 2011 contre le Cambodge lors d'un match des éliminatoires de la Coupe du monde 2014 (victoire 6-2). 
Lors du premier match de l'AFC Challenge Cup 2014 contre le Turkménistan, à la trente-quatrième minute, Khampheng Sayavutthi ouvre le score en reprenant le ballon d'une superbe bicyclette ,. Le Turkménistan a gagné le match de 5 à 1. 
Il compte 25 sélections et 7 buts avec l'équipe du Laos depuis 2010.
En février 2020, il est suspendu à vie de toute participation au football avec un autre international laotien, Lembo Saysana, pour manipulation de match par la Confédération asiatique de football.

## Palmarès
- Avec l'Ang Thong : 
  - Champion de Thaïlande de D3 en 2013

## Statistiques

### Buts en sélection
Le tableau suivant liste tous les buts inscrits par Khampheng Sayavutthi avec l'équipe du Laos.